# Infinitesimalregningens hovedsætning
Infinitesimalregningens hovedsætning siger at differentiation og integration er (i en vis forstand) modsatte operationer. Mere præcist kan en anti-differentialkvotient beregnes med bestemte integraler og omvendt.
Denne forbindelse tillader os at finde den totale ændring i en funktion over et interval ud fra dens ændringshastighed til enhver tid, ved at integrere sidstnævnte. Denne erkendelse, som både Newton og Leibniz kom frem til, var nøglen til den massive fremvækst af analytiske resultater efter deres arbejde blev kendt.
Dette fundamentale teorem giver en algebraisk måde at beregne mange bestemte integraler på – uden at benytte grænseværdier – ved at finde stamfunktioner (eller omvendte afledede). Det er også prototypen på en differentialligning. Differentialligninger relaterer en ukendt funktion til dens afledede, og er allestedsnærværende i videnskaben.

## Integrabilitet
Eksempel: Lad {\displaystyle f:[a,b]\to \mathbb {R} } være en kontinuert funktion. Da er funktionen integrabel. Lad {\displaystyle F:[a,b]\to \mathbb {R} } være defineret ved
{\displaystyle F(x)=\int _{a}^{x}f(t)\,dt}.
Så er {\displaystyle F} differentiabel på {\displaystyle ]a,b[} og {\displaystyle F'(x)=f(x)}.
En funktion behøver dog ikke at være kontinuert for at være integrabel. Eksempvis er Dirichlets funktion intetsteds kontinuert men alligevel integrabel. Et eksempel på det modsatte er Thomaes funktion intetsteds kontinuert og ikke integrabel. Tælleligt mange diskontinuitetspunkter har ikke betydning for integrabiliteten.

### Korollarer
Hvis {\displaystyle F} er funktionen, der opfylder {\displaystyle F'(x)=f(x)}, hvor {\displaystyle f:[a,b]\to \mathbb {R} } er kontinuert, gælder
{\displaystyle \int _{a}^{b}f(x)\,dx=F(b)-F(a)}
og
{\displaystyle {\frac {d}{dx}}\int _{a}^{x}f(t)\,dt=f(x)}.